# Snežnik
Le Snežnik, en Krainer Schneeberg, en italien Monte Nevoso, en latin Mons Albus, littéralement en français « pic blanc » ou « montagne blanche », est une montagne située en Slovénie dans la partie septentrionale des Alpes dinariques. Avec 1 796 mètres d'altitude, elle constitue le point culminant du plateau du Karst.

## Géographie
La montagne culmine à 1 796 mètres d'altitude. Elle se situe à environ cinq kilomètres à l'ouest de la frontière entre la Croatie et la Slovénie, sur le territoire de la municipalité de Ilirska Bistrica.
La montagne, qui fait partie du réseau Natura 2000, appartient au massif des Alpes dinariques. Les forêts entourant la montagne abritent des ours bruns. En 2006, la population en ours bruns dans la région est estimée entre 500 et 700. Certains de ceux-ci ont été réintroduits dans les Pyrénées.
La région est reconnue pour ses phénomènes karstiques et dispose d'une faune et d'une flore particulières adaptées à ce genre de biotope. C'est ainsi qu'on trouve dans des grottes de la région le protée anguillard. Il s'agit également de la seule région de Slovénie où l'on peut trouver la plante dénommée Cerastium dinaricum. On y trouve également la rare Arabis scopoliana.
À proximité de la montagne se trouve le château de Snežnik dont la construction actuelle remonte à 1462.